# Hoşdere, Ardeşen
Hoşdere là một xã thuộc huyện Ardeşen, tỉnh Rize, Thổ Nhĩ Kỳ. Dân số thời điểm năm 2010 là 250 người.